# Ośla skórka

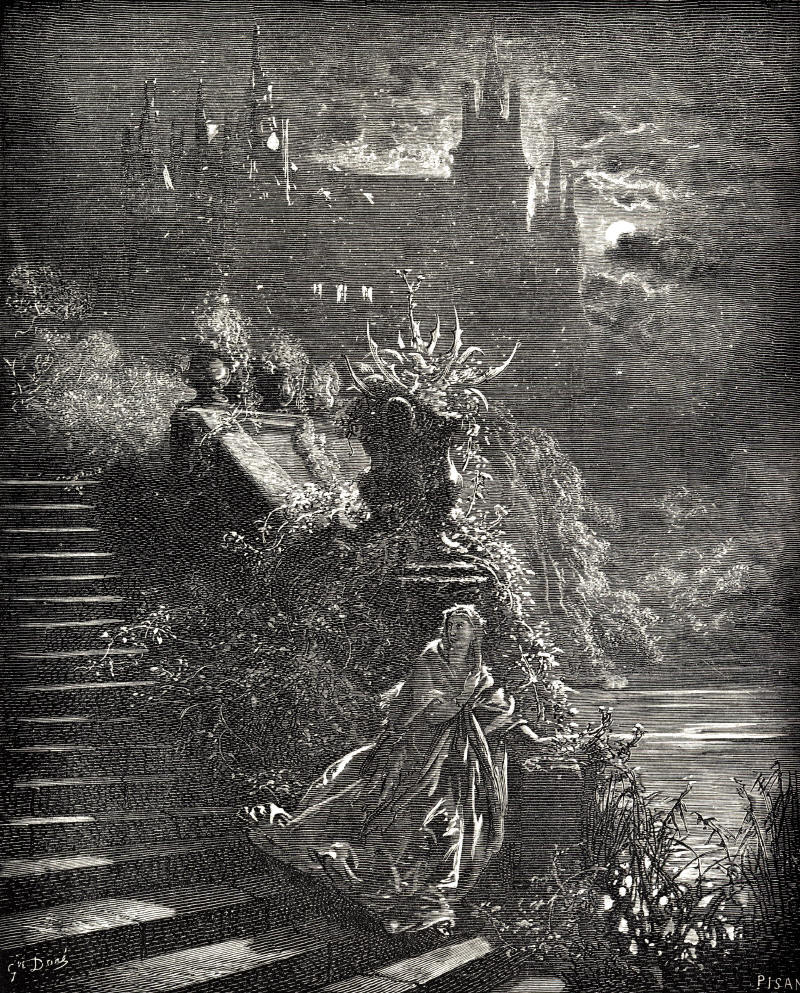
Gustave Doré: Ilustracja do baśni

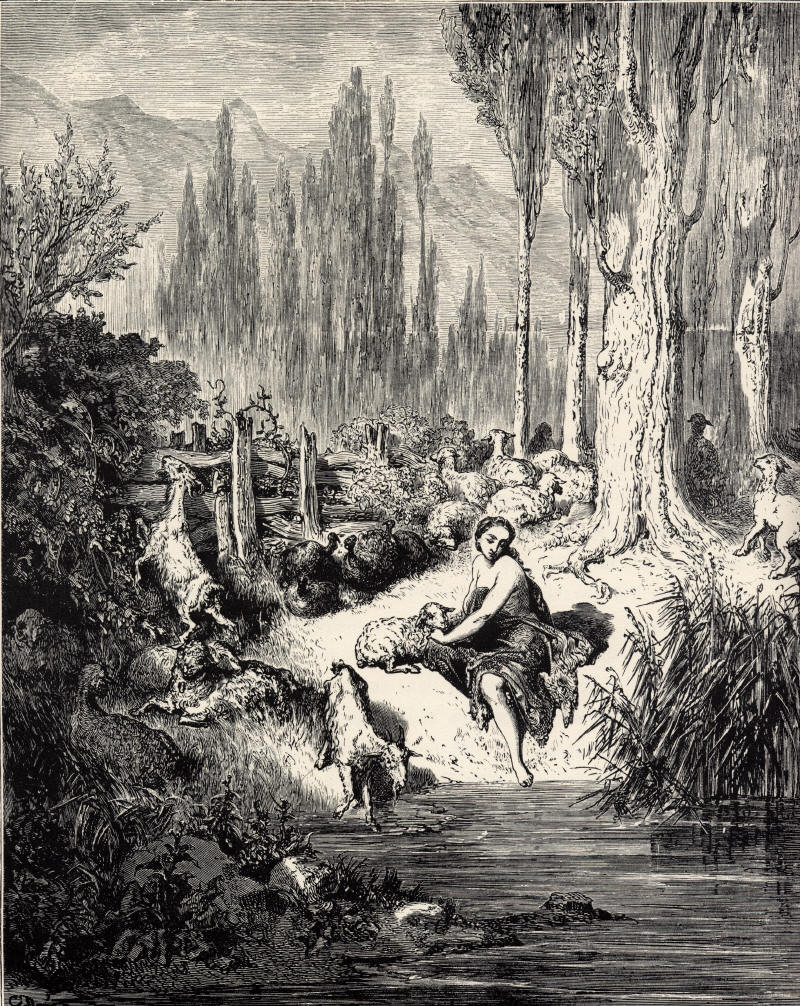
Gustave Doré: Ilustracja do baśni

Ośla skórka (fr. Peau d’Âne) – wierszowana baśń autorstwa Charles’a Perraulta, wydana po raz pierwszy w 1694 roku. Od XVIII wieku znacznie większą popularność zyskała jej anonimowa adaptacja prozatorska, włączana do zbiorów zawierających inne baśnie Perraulta, opublikowane pierwotnie w zbiorze Histoires ou contes du temps passé w 1697 roku.
Baśń realizuje wątek ATU 510B, znany z wielu innych baśni różnych narodów, takich jak Wieloskórka opublikowana przez braci Grimm w ich zbiorze Baśni z 1812 roku (tom 1 nr 65).
Na podstawie baśni w 1970 roku powstał film Jacques’a Demy’ego Księżniczka w oślej skórze.

## Treść
W pewnym królestwie żył szczęśliwie potężny władca, którego najcenniejszym skarbem był złotodajny osioł. Niestety żona króla ciężko zachorowała. Czując zbliżającą się śmierć, kazała mężowi obiecać, że jeśli się ożeni, to tylko z księżniczką piękniejszą od niej. Król zarzekał się, że nigdy nie poślubi innej kobiety, ale po śmierci żony szybko zakończył żałobę i zaczął szukać nowej królowej. Nie mógł jednak znaleźć takiej, która dorównywałaby urodą nieboszczce.
Pewnego dnia zobaczył swoją córkę i uświadomił sobie, że to właśnie ona jest równie piękna jak jej zmarła matka. Zdecydował się poślubić właśnie ją. Królewna, gdy usłyszała oświadczyny ojca, wpadła w rozpacz i zwróciła się o pomoc do swojej chrzestnej matki, która była wróżką. Ta poradziła dziewczynie, by zażądała od króla sukni koloru nieba, licząc na to, że król, zniechęcony takim kaprysem, odstąpi od planów matrymonialnych wobec córki.
Zgodnie z radą matki chrzestnej, królewna zażądała od ojca sukni tego koloru. Król wezwał najlepszych krawców, a następnego dnia, po całym dniu pracy, dostarczyli zamówioną suknię – błękitną, ozdobioną jakby białymi obłokami. Król wręczył ją córce. Królewna znów udała się do Wróżki, która kazała jej zamówić suknię koloru księżyca, a potem koloru słońca. Jednak wprawni krawcy za każdym razem wykonywali rozkazy króla i dostarczali zamówione suknie, które olśniewały swoim pięknem.
Wówczas za radą Wróżki królewna zażądała skóry z czarodziejskiego osła z królewskiej stajni. Wróżka spodziewała się, że król nie zechce pozbyć się tego cennego zwierzęcia, ale władca bez wahania spełnił rozkaz córki.
Królewna była zrozpaczona. Wówczas Wróżka poradziła jej, by założyła skórę osła i uciekła z zamku. Podarowała jej też czarodziejską skrzynię, w której miały za nią wędrować wspaniałe suknie.
W przebraniu brudnej żebraczki królewna dotarła do odległego gospodarstwa, gdzie znalazła zatrudnienie przy najbardziej niewdzięcznych zajęciach. Pomiatana przez wszystkich, tylko w niedzielę miała chwilę wytchnienia. Zamykała się wtedy w swojej komórce, myła się i przebierała w piękne suknie z czarodziejskiej skrzyni.
W gospodarstwie bywał często piękny królewicz, zajeżdżając tam przy powrocie z łowów. Ośla Skórka wzdychała do niego po kryjomu, żałując swojego przebrania. Pewnej niedzieli jednak królewicz przez otwór w ścianie podejrzał dziewczynę, gdy miała na sobie wspaniałe szaty. Natychmiast się zakochał, jednak od pytanych ludzi dowiedział się tylko, że w komórce, do której zajrzał, mieszka brudna i brzydka Ośla Skórka. 
Po powrocie na zamek królewicz pogrążył się w głębokiej melancholii. Pod wpływem nalegań matki wyznał, że chciałby dostać ciasto upieczone własnoręcznie przez Oślą Skórkę. Natychmiast zostały wydane odpowiednie rozkazy. Umyta i przebrana Ośla Skórka w odosobnieniu wyrobiła ciasto i zapiekła w nim swój pierścionek. Królewicz znalazł go i zachorował z miłości. Oświadczył, że poślubi tylko kobietę, na którą będzie pasował pierścionek. Próbują go przymierzyć wszystkie kobiety w królestwie, jednak na żadną z nich nie pasuje. 
Jako ostatnia na dwór zostaje sprowadzona Ośla Skórka. Przebiera się w jedną ze wspaniałych sukien, zakłada pierścionek i zostaje żoną królewicza. Na ślub zjeżdżają władcy wszystkich okolicznych krain, w tym również ojciec królewny, wyleczony z kazirodczej namiętności.

## Polskie przekłady
W 1961 roku w zbiorze Bajki Babci Gąski ukazała się prozatorska adaptacja Oślej Skórki w przekładzie Hanny Januszewskiej.
W 2016 roku Szczepan Całek podjął pierwszą próbę przekładu pierwotnej wierszowanej baśni Perraulta.
Pozostałe dostępne na rynku polskim wydania Oślej Skórki to mniej lub bardziej swobodne adaptacje, nieraz ocenzurowane: główna bohaterka nie jest córką, ale pasierbicą zakochanego w niej króla. Adaptacje te często akcentują także pracowitość głównej bohaterki.